# Mansa minor
Mansa minor là một loài tò vò trong họ Ichneumonidae.